# Clennen
Clennen ist ein Ortsteil der Stadt Leisnig im Landkreis Mittelsachsen. 1925 hatte der Ort 105 Einwohner. 1937 wurde er nach Sitten eingemeindet, 1973 mit diesem nach Bockelwitz, 2012 mit diesem nach Leisnig. Heute leben etwa 50 Menschen in Clennen.

## Geschichte
Das Dorf Clennen ist sorbischen Ursprungs, erkennbar an der Tatsache, dass es noch 1403 Wachkorn ins Vorwerk Tragnitz zu liefern hatte, eine Abgabe, die wohl alle Dörfer leisten mussten, die vor der Bildung des Burgwards Leisnig entstanden waren.
Der Name Clenne bedeutet "Siedlung bei den Ahornbäumen" und ist sorbischen Ursprungs.
Erstmals genannt wird Clennen 1214 in einer Urkunde des Bischofs von Meißen für Kloster Buch, in der er die Übertragung des Kirchspiels (parochia) Leisnig bestätigt, zu dessen Ausstattung Zehnt und Geleit in Clennen gehörten. Dieses Geleit macht es wahrscheinlich, dass es außer der Straße über die Brücke in Fischendorf eine weitere Altstraße gab, die Leisnig umging.
Der Ort war zuerst nach der Matthäi-Kirche Leisnig gepfarrt. 1286 wurde er nach der Kirche Altleisnig gewiesen, seit der Reformation nach Sitten.
1378 hatte Clennen jährlich 43 Scheffel Korn und dasselbe in Hafer, dazu ein Küchenrind, an das castrum Leisnig zu liefern.
Das Amtserbbuch Kloster Buch nennt in Clennen 7 besessene Mann, darunter 6 Pferdner, davon sind 2 dem Kloster Buch lehen- und zinsbar, die 5 anderen lehnen und zinsen den Kötteritzsch zu Sitten, dem Rat zu Leisnig und dem Kloster Sornzig mit zusammen 23,5 Hufen. Die Gerichte gehörten den entsprechenden Herren bzw. dem Amt Leisnig.